# Nannastacus umbellulifer
Nannastacus umbellulifer är en kräftdjursart som beskrevs av Gamo 1963. Nannastacus umbellulifer ingår i släktet Nannastacus och familjen Nannastacidae. Inga underarter finns listade i Catalogue of Life.